# Уч-Темур
Уч-Темур (Уз-Тимур, Аши-Тимур, Ештеме-нойон) (д/н — 1478) — тайши Дербен-Ойрату (конфедерації чотирьох ойратських племен).

## Життєпис
Походив з ойратського племені чорос. Другий син Есен-тайши, очільника Дербен-Ойрат. У 1449—1451 роках брав участь у війнах батька проти імперії Мін. У 1451 році отримав титул тайши, чим було визначено Уч-Темур як спадкоємця Есен-тайши. У 1454 році батько стає великим каганом Монгольського ханства. Втім у 1455 році внаслідок повстання частини ойратів він гине. Владу над ойратами перебрав Уч-Темур, що повалив старшого брата Амасанджі-тайши. Втім значна частина ойратів-дербенів і ойратів-хошутів не визнала його влади.
У 1457 році Уч-темур рушив проти кочових узбеків, що створили державу зі столицею в Сигнаку. У битві біля Кок-Кашану ойрати завдали узбекам на чолі з Абулхайр-ханом рішучої поразки. Останній втік до Сигнака, де зрештою вимушений був укласти тяжкий мирний договір, за яким зобов'язався сплачувати данину ойратам. Водночас було сплюндровано міста Туркестан, Шахрухія і Шаш.
Згодом Уч-темур уклав союз з Болай-тайши, правителем монголів-хорчинів, спільно з яким успішно діяв проти халхців і ордосців. Водночас зумів розширити владу до західного берегу річки Ілі. Здійснив успішний похід до Каракорума, закріпившись на деякий час біля Орхону. 1468 року виникла загроза з боку Абулхайра, хан кочових узбеків, який прагнув помститися за поразку, але той помер під час походу. У 1470 році встановив владу над хорчинами. 1472 року брат Уч-Темура завдав поразки Юнус-хану, володарю Могулістану. У 1478 році загинув у битві біля Каракоруму проти монгольського кагана Мандуул-хана. Йому спадкував син Кешик Орог-тайши.